# Arquivo Histórico do Exército
O Arquivo Histórico do Exército (AHEx) é um arquivo público militar localizado na cidade do Rio de Janeiro, no Brasil. Está instalado no 6º andar e no pavimento térreo do Palácio Duque de Caxias, antiga sede do Ministério da Guerra, atual Quartel General do Comando Militar do Leste. Tem como missão "guardar, preservar, gerir e divulgar a informação do acervo sob sua custódia e contribuir para a gestão arquivística do Exército Brasileiro."

## Missão
O AHEx tem por missão principal manter a memória institucional do Exército Brasileiro por meio da gestão, recolhimento, tratamento técnico, preservação e divulgação do patrimônio documental da Instituição. Constitui-se na única organização militar de cunho arquivístico do exército, sendo o principal interlocutor da Força junto ao Arquivo Nacional e ao Conselho Nacional de Arquivos. 
Moderno e atuando com transparência, o Arquivo Histórico do Exército serve hoje à administração militar, preservando os direitos da união, garantindo ao cidadão pleno acesso à informação na defesa de seus direitos, e ao pesquisador que busca informações necessárias à pesquisa acadêmica e à produção de conhecimento científico e cultural. Instituição bicentenária e primeiro arquivo a ser instalado no Brasil, o AHEx conta com uma equipe de militares e funcionários civis especializados em técnicas arquivísticas, bem como um grupo de historiadores e pesquisadores que disponibilizam informações e documentos aos interessados no Brasil e no exterior. 

## História

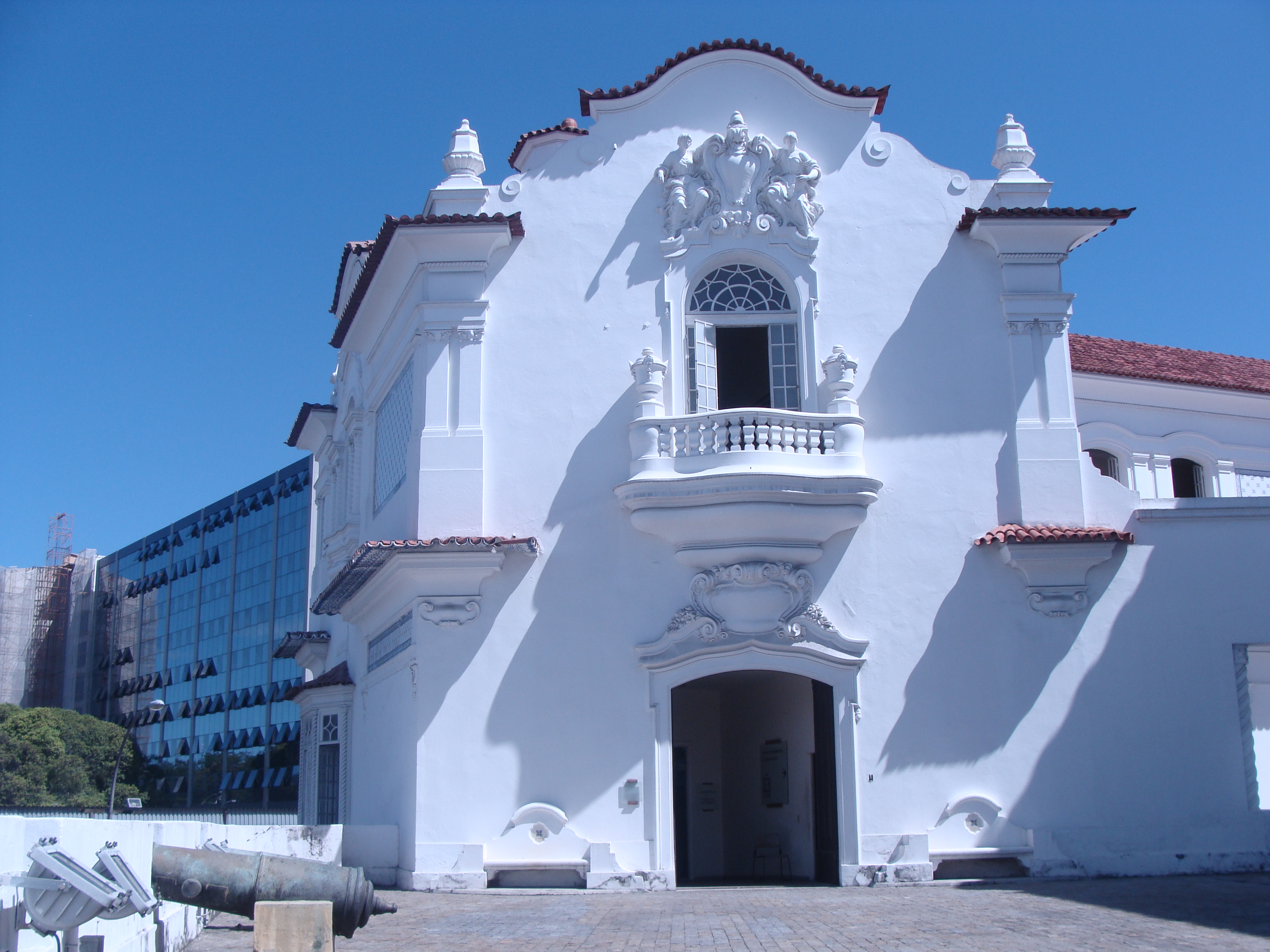
Casa do Trem, atual Museu Histórico Nacional. Primeira sede do AHEx.

Com a iminente transferência da Corte Portuguesa para o Brasil em 1808, D. João sentiu a necessidade de evitar que o vasto espólio documental, retirado dos arquivos militares em Lisboa e relativo à defesa do Império Português, caísse nas mãos dos invasores franceses, trazendo consigo para o Rio de Janeiro este valioso acervo.
No entanto, a nova sede do Império Português deveria reunir condições estruturais mínimas de governabilidade. Logo, o Rio de Janeiro converteu-se em Capital do Governo Luso, ocorrendo sua transformação material e modernização. Houve a instalação de órgãos públicos como Ministérios, Tribunais, Secretarias e outras Instituições. Assim, foram criados, a Casa da Moeda, o Banco do Brasil, o Jardim Botânico, a Escola de Medicina do Rio de Janeiro, o Teatro Real, a Imprensa Régia, a Real Academia Militar, a Academia Real de Belas-Artes, a Biblioteca Real, dentro outros, que constituíram estímulos à produção artística, científica e cultural da Colônia.
Dentro desta perspectiva, em 07 de abril de 1808, por intermédio de um Decreto Real, o Príncipe Regente D. João criou, anexo à Secretaria de Estado dos Negócios Estrangeiros e da Guerra, o Real Archivo Militar para reunir, produzir e conservar, em bom estado, todos os mapas topográficos e cartas marítimas do Brasil e dos domínios ultramarinos portugueses que fossem de interesse dos Ministérios e do Serviço Real, cabendo ao Conde de Linhares, D. Rodrigo de Souza Coutinho, titular daquela Pasta, impulsionar o projeto. 
Inicialmente instalado na Casa do Trem, hoje Museu Histórico Nacional, teve como primeiro Comandante o Coronel João Manoel da Silva.
Pouco depois, pelo Decreto de 22 de janeiro de 1811, o “Real Archivo”, como era chamado usualmente, foi transferido para as instalações da recém-criada “Real Academia Militar”, atual sede do Instituto de Filosofia e Ciências Sociais da UFRJ, no Largo de São Francisco.
Após a independência, sua denominação foi modificada para “Archivo Militar”. Em 1825, sua estrutura foi acrescida com uma “Officina Litográfica” que, no entanto, permaneceu na casa do Diretor, na Rua D'Ajuda nº 89, por absoluta falta de espaço físico na “Real Academia Militar”.
Da “Real Academia Militar”, o “Archivo Militar” seguiu para o Largo de Moura onde permaneceu até 1877, quando foi instalado em um prédio defronte ao quartel no Campo de São Cristóvão, sede na ocasião  do “1º Regimento de Cavalaria de Linha” e do 2 º Regimento de Artilharia a Cavalo”.

Construção do Ministério da Guerra (Palácio Duque de Caxias), atual sede do AHEx.

No ano de 1889, já no Quartel-General do Campo da Aclamação, área hoje ocupada pelo Palácio Duque de Caxias e pela praça que abriga o Pantheon do insígne patrono do Exército Brasileiro, teve sua designação alterada para “Diretoria de Obras” e mais tarde, para “Diretoria de Obras e Engenharia”.
Ainda nesse ano, com a criação da Repartição do Estado-Maior, a então Diretoria de Obras e Engenharia ficou subordinada à 4ª Seção do Estado-Maior, ocasião que recebeu uma quantidade considerável de acervos documentais.
Com a reorganização do Exército, iniciada pelo Marechal Hermes da Fonseca em 1908, e a consequente extinção da 4ª Seção da Repartição do Estado-Maior, o Arquivo do Exército passou a integrar a Secretaria de Estado da Guerra agora subordinada ao Departamento Central.
Em 1934, pelo Decreto nº 23.976 de 8 de março, recebeu novamente a autonomia e foi denominado “Arquivo do Exército”. Em 5 de setembro de 1986, pelo Decreto Presidencial nº 93.218, passou a chamar-se “Arquivo Histórico do Exército”.

## Acervo

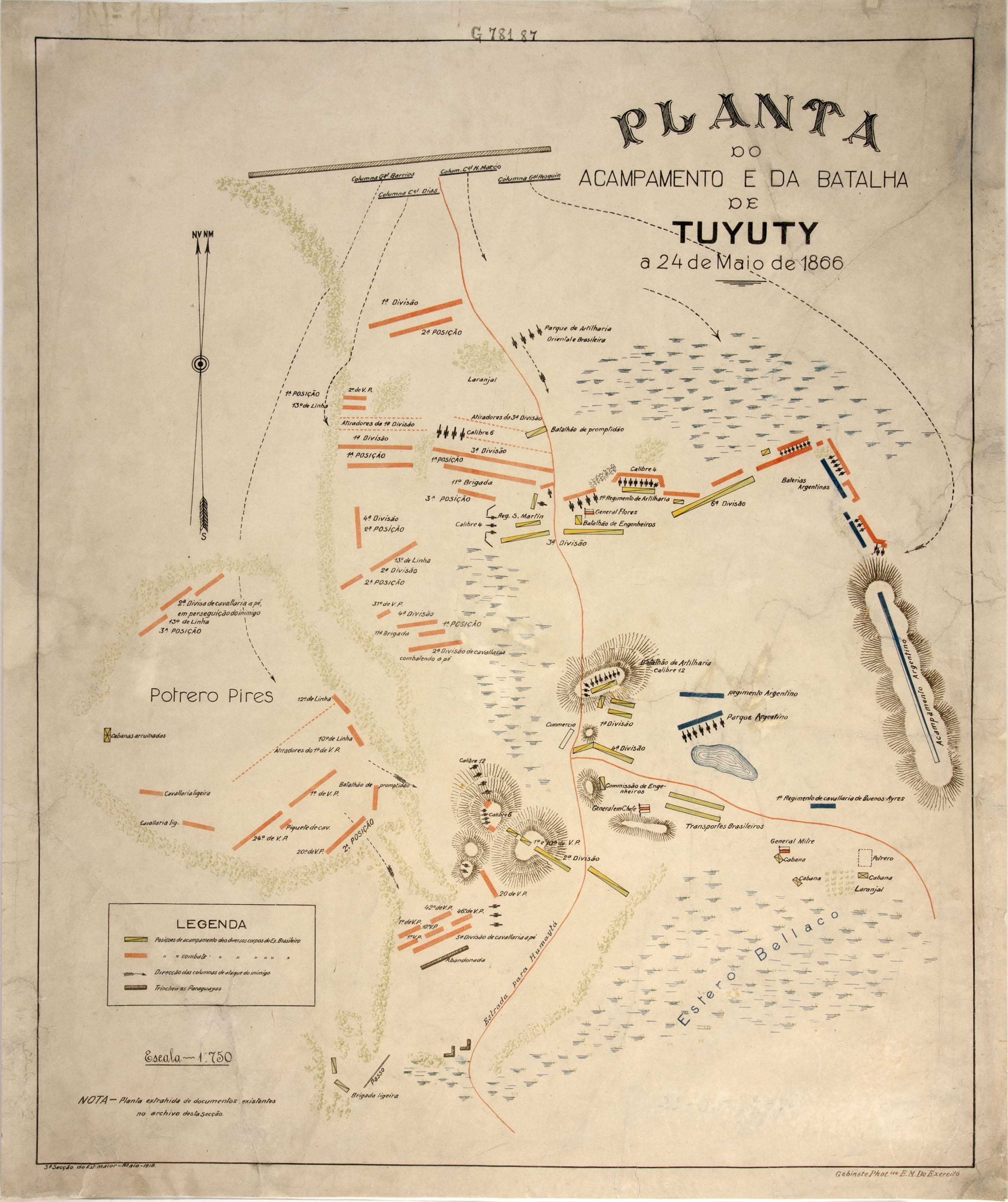
Planta do Acampamento e da Batalha de Tuiuti (1866)

A documentação sob guarda do AHEx é de caráter institucional e pessoal, abrangendo os séculos XVI ao XXI, além de acervos cartográficos e iconográficos vinculados à história da Instituição e do País.
A coleção institucional abrange documentos oriundos dos antigos acervos da Secretaria de Estado dos Negócios Estrangeiros e da Guerra, da Ajudância Geral do Ministério da Guerra, da Secretaria de Estado de Negócios da Guerra e do Gabinete do Ministro da Guerra, tanto em suas comunicações internas como com outros ministérios, capitanias, províncias e estados do Brasil. Possui, ainda, coleções relativas aos conflitos nos quais o Exército Brasileiro atuou, sejam internos ou externos, em especial sobre as ações bélicas desenvolvidas. Tais documentos estão separados em séries como códices, minutas, relatórios e portarias. Merece destaque ainda, a coleção relativa aos registros oficiais de militares, as chamadas fés-de-ofício, que cobrem um período de quase 200 anos.
O AHEx é, também, o responsável pela guarda do acervo documental de mais de 750 Organizações Militares extintas do Exército Brasileiro, que abrange os últimos anos do Império até os dias de hoje. 
A Seção de Acervos Especiais reúne imagens fotográficas, reproduções e gravuras relativas a aspectos ligados ao Exército Brasileiro. A fotografia original mais antiga de seu acervo data de 1893 e trata-se da Revolução Federalista. Entre suas coleções, destacamos as fotografias: dos Quartéis Generais na cidade do Rio de Janeiro; das escolas e fortificações militares; das fábricas do Exército; da Campanha do Contestado; das Campanhas de Rondon; além de fotografias sobre eventos das Revoluções de 1924, 1930, 1932, do Golpe de 1964; e da participação da Força Expedicionária Brasileira na 2ª Guerra Mundial.

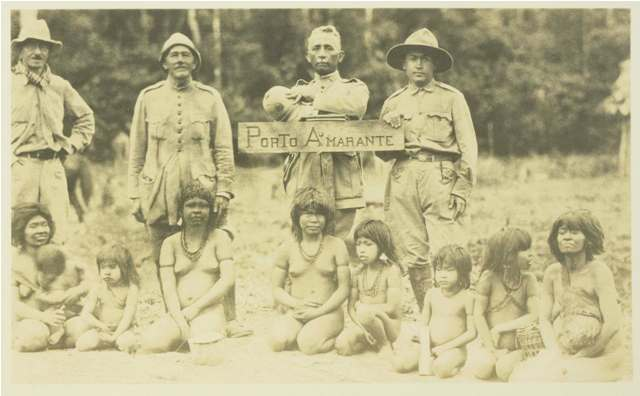
Expedições do Marechal Rondon (Porto Amarante - RO)

A Seção de Acervos Cartográficos conta com mapas, reproduções, esboços, plantas e esquemas  de campanhas, produzidos ao longo dos períodos Colonial, Imperial e Republicano com dimensões variadas. Quanto à técnica de execução, há mapas impressos e manuscritos, feitos a nanquim, aquarela, gouache e crayon. Seu acervo atinge a cifra de mais de 6 mil itens, todos devidamente identificados e catalogados, sendo que o mais antigo é o “Mapa das Américas”, de autoria do geógrafo alemão Sebastian Munster, datado de 1549.
Desde 2007, o AHEx tem buscado disponibilizar por meio de seu sítio eletrônico na internet, de forma sistemática e consonante com as normas arquivísticas vigentes, o riquíssimo acervo documental, cartográfico e iconográfico que detém.  
Por tudo isso, o Arquivo Histórico do Exército destaca-se por ser uma das principais instituições responsáveis pela memória do país, sendo considerada uma Organização Militar arquivística de referência nacional e internacional.

## Organização do AHEx

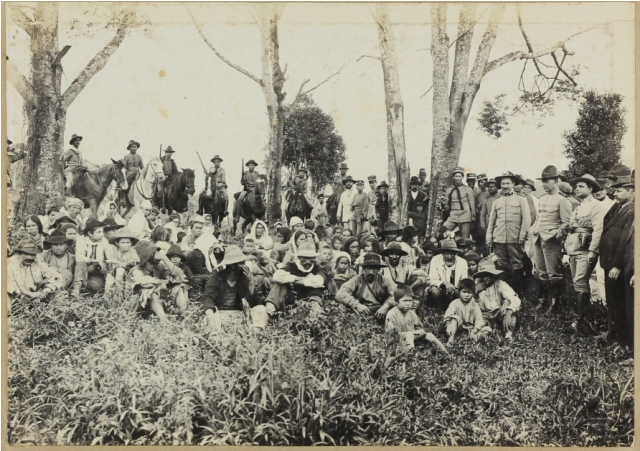
Acervo Campanha do Contestado

Para atender às suas atividades-fins, o AHEX está organizado em 4 Divisões:
- A Divisão de Difusão de Acesso (DDA) é a responsável pelo atendimento aos pesquisadores e aos cidadãos que buscam documentos para assegurar direitos junto às instâncias administrativas ou judiciais. Os contatos podem ser realizados pessoalmente, por telefone, por correio eletrônico, por correspondência ou ainda por meio do Serviço de Informação ao Cidadão do Exército Brasileiro (SIC-EB). A DDA é executora do Projeto de Descrição dos Códices do Período Joanino (1808-1822), ligado à Comissão Luso-brasileira de Salvaguarda e Documentação (COLUSO), que trata da facilitação de acesso à esta documentação, em convênio celebrado entre o Brasil e Portugal, contando para tal serviço com o trabalho de cinco estagiários da Universidade do Estado do Rio de Janaeiro (UERJ). Esta Divisão também possui a incumbência de coordenar e apoiar exposições de acervos referentes às diversas efemérides do Exército, bem como participar, mediante cessão por empréstimo de acervos, de eventos culturais, no meio civil e militar. Recebe, ainda, a visita de cursos de graduação e pós-graduação em História de diversas universidades.

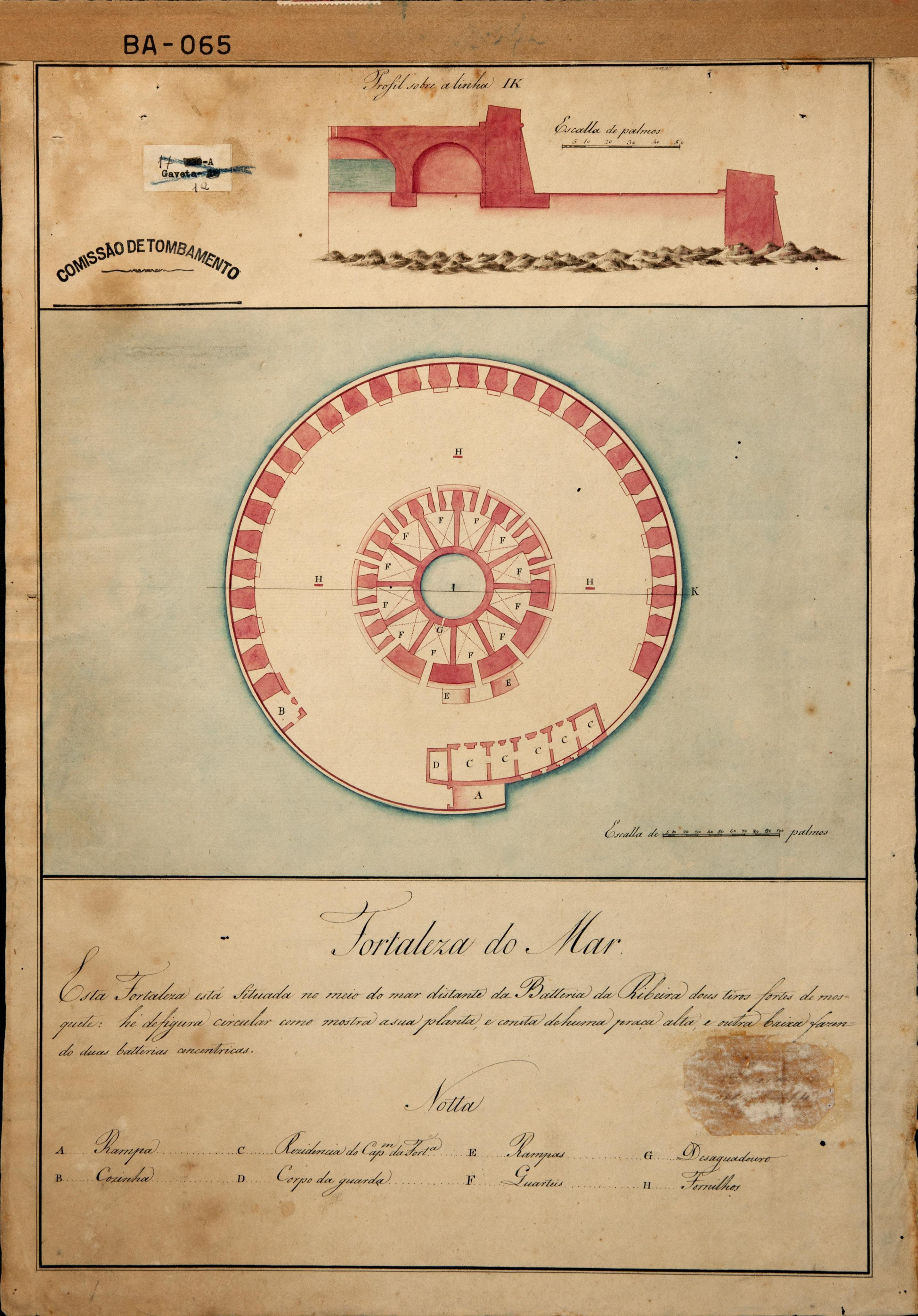
Planta da Fortaleza do Mar. Atual Forte São Marcelo, Salvador (BA)

- A Divisão de Gestão Documental (DGD) é a responsável pela consolidação das Listagens de Eliminação de Documentos (LED) do Exército Brasileiro, pelas Visitas de Orientações Técnicas sobre gestão documental para as OM que serão desativadas e, ainda, pelo acompanhamento da evolução da legislação arquivística e das normas e diretrizes emanadas pelo Conselho Nacional de Arquivos (CONARQ). Em 2017, a DGD recebeu, conferiu e consolidou 307 (trezentas e sete) Listagens de Eliminação de Documentos de Organizações Militares do EB, além de apoiar mais de 150 OM em assuntos de Gestão Documental. Também, no corrente ano, apoiou a MINUSTAH sobre o destino dos acervos do BRABAT e do BRAENGCOY, desativados recentemente.                                                                                                                                                                                                                                                                                                                                                                                                                                                                                                                                                                                                                                                                                                                                                                                                                                                                                                                                                                                                                                                                                                                                                                                                                                                                                                                                                                                                                                                                                                                                                                                                                                                                                                                                                                                                                                                                        
- A Divisão de Guarda de Acervos (DGA) é a responsável pela guarda do acervo relativo à História do Exército Brasileiro. Entre 2015 e 2016  aprimorou os locais de guarda do acervo e iniciou o projeto de conservação do acervo do antigo Gabinete do Ministro da Guerra, tratando 154 (cento e cinquenta e quatro) metros lineares do conjunto documental. Entre suas principais atribuições, constam:                                                                                                                                                                                             
- a guarda das pastas de alterações de militares do Exército Brasileiro, possuindo documentação pessoal de militares desde o século XVIII.
- a custódia de documentos, manuscritos e impressos, que se referem ao Exército e às ações por ele desenvolvidas ao longo da História do Brasil, cujo documento mais antigo escrito é de 1794 e discorre sobre a escolha de madeira para navios da Esquadra Real.

- a guarda de cerca de 4.000 mapas e plantas de dimensões variadas, abrangendo todos os Estados do Brasil e ainda, alguns países da América do Sul, notadamente a Argentina, o Paraguai e o Uruguai. Possui também uma coleção de mapas utilizados pela Força Expedicionária Brasileira na Itália.
- a custódia, como acervos especiais, das cópias em DVD do Projeto História Oral do Exército (PHOEx) e imagens fotográficas,reproduções, gravuras, vídeos da Força Terrestre. A fotografia original mais antiga é de 1894, embora existam litogravuras originais datadas da década de 1850.
- a guarda dos Registros Históricos das Organizações Militares (RHOM), resultando, somente no corrente ano, na conferência, controle e
- armazenamento de 840 (oitocentos e quarenta) dossiês recebidos das diversas OM da Força.Acervo Campanha da FEB

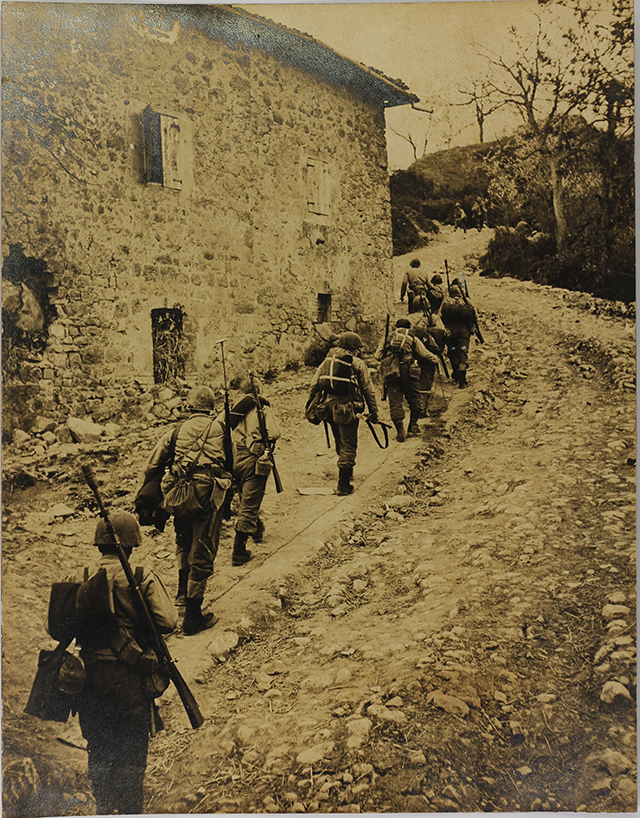
Acervo Campanha da FEB

Entre 2008 e 2015, A UNESCO conferiu o título de Memória do Mundo aos acervos da Força Expedicionária Brasileira, da Campanha de Canudos e da Guerra do Paraguai, no nível nacional, sendo, este último, também agraciado com o prêmio nos níveis América Latina e Mundial na sua parte iconográfica. São acervos que a Humanidade deverá preservar para as gerações posteriores.
- A Divisão de Processamento Técnico (DPT) é a responsável pela preservação dos acervos do AHEx, utilizando técnicas de processamento para dirimir o ritmo dos efeitos da degradação sobre eles. Dividida em 4 Seções, a DPT efetuou a digitalização de mais de  48.000 documentos e a encadernação de 2.143 livros este ano. É responsável, atualmente, pelos trabalhos de preservação da Coleção Marechal Castello Branco, custodiada na Escola de Comando e Estado-Maior do Exército. Além disso, ao longo do corrente ano efetuou reparos em acervos da Diretoria de Avaliação e Promoção e restaurações em peças documentais de outras Organizações Militares.

## Lista de Diretores do AHEx
- (1809-1821) - Brigadeiro João Manoel da Silva
- (1821-1840) - Brigadeiro Joaquim Norberto Xavier de Brito
- (1840-1842) - Brigadeiro Antonio Elzeário de Miranda e Brito
- (1842-1859) - Marechal de Campo Firmino Herculano de Moraes Ancora
- (1859-1865) - Brigadeiro Antonio Joaquim de Souza
- (1865-1876) - Brigadeiro Antonio Nunes de Aguiar
- (1876-1877) - Brigadeiro Hermenegildo de Albuquerque Porto Carrero
- (1877-1887) - Brigadeiro Inocêncio Veloso Pederneiras
- (1933-1938) - Cel Eng Jonathas da Costa Rego
- (1938-1939) - Cel Cav Agostinho Pereira Goulart
- (1939-1940) - Cel Art Oscar Lisbôa de Souza
- (1940-1941) - Cel Int Manoel Antunes de Castro Guimarães Junior
- (1942-1950) - Cel Art Fernando Lopes da Costa
- (1951-1954) - Cel Inf Custódio Spolidorio dos Santos
- (1954-1959) - Cel Art Arcy da Rocha Nóbrega
- (1960-1961) - Cel Inf Felicissimo de Azevedo Aveline
- (1962-1963) - TC Cav Amacir Marques Ferreira de Abreu
- (1963-1964) - Cel Inf Bruno Castro da Graça
- (1965-1966) - Cel Cav Luiz de Freitas Lima
- (1966-1966) - Cel Cav Dionysio Maciel do Nascimento Junior
- (1966-1967) - Cel Art Welt Duraes Ribeiro
- (1967-1967) - Cel Inf Remo Rocha
- (1967-1968) - Cel Inf Renato Neves Gonçalves Pereira
- (1968-1969) - Cel Cav Aime Alcibiades Silveira Lamaizon
- (1969-1971) - Cel Cav Luiz Cesário da Silveira
- (1971-1971) - Cel Inf Renato Neves Gonçalves Pereira
- (1972-1975) - Cel Inf Alaor Gonçalves Couto
- (1975-1976) - Cel Art Julio de Pádua Guimarães
- (1977-1980) - Cel Cav José Eduardo de Castro Portella Soares
- (1980-1983) - Cel Art Victor Augusto da Silva
- (1983-1985) - Cel Inf José Américo Gonçalves Barros
- (1985-1990) - Cel Eng Claudio Moreira Bento
- (1990-1991) - Cel Cav Luiz Antônio Seize Sartore
- (1991-1993) - Cel Inf Humberto Caldas da Silveira
- (1993-1996) - Cel Cav Paulo Dartanham Marques de Amorim
- (1996-1997) - Cel Inf Carlos Xavier Filho
- (1997-1998) - Cel Inf Raul Roberto Musso Santos
- (1998-2004) - Cel Cav Paulo Dartanham Marques de Amorim
- (2004-2008) - Cel Inf Júlio César de Almeida Vasconcelos
- (2008-2009) - Cel Eng Claiton Pereira Muniz
- (2009-2012) - Cel Inf José Luiz Cruz Andrade
- (2012-2014) - Cel Inf Mario Gustavo Freire da Silva Caldas
- (2014-2014) - Cel Inf Eduardo Lopes da Silva
- (2014-2018) - Cel Inf Alexandre Ricardo Santos de Quadros
- (2018-2020) - Cel Cav Itairê Alves de Andrade e Silva
- (2020-2022) - Cel Eng Eude Carvalho Filho
- (2022-2024) - Cel Inf David da Silva Mezavila
- (2024-atual) - Ten Cel Artur Magno de Castro Rangel

## Alguns acervos custodiados pelo AHEx
| - Almanaques de oficiais; - Almanaques de subtenentes e sargentos; - Relatórios dos Ministros da Guerra (1832–1954); - Ordens do dia; - Revista A Defesa Nacional; - Revista do Exército Brasileiro (séculos XIX e XX); - Revista Nação Armada; - Boletins do Exército; - Noticiário do Exército; | - Diário Oficial do Império; - Diário Oficial da União; - Missão Militar Francesa; - Força Expedicionária Brasileira; - Missão de Paz em Suez, Egito; - Destacamento Brasileiro da Força Armada Interamericana (FAIBRAS); - Missão de paz em Angola; - Missão de paz em Moçambique. - Acervo da Força Expedicionária Brasileira; - Acervo da Guerra da Tríplice Aliança; - Acervo Iconográfico e Cartográfico diversos |